# Michał Tadeusz Morykoni
Michał Tadeusz Morykoni herbu własnego (ur. 28 maja 1722, zm. 1788) – wicemarszałek Trybunału Głównego Wielkiego Księstwa Litewskiego w 1759 roku, podkomorzy wiłkomierski w latach 1771–1788, pisarz ziemski wiłkomierski w latach 1765–1769, surrogator grodzki wiłkomierski w latach 1761–1764, starosta pomuski, bolnicki.
Był  synem Krzysztofa.
Deputat powiatu powiatu wiłkomierskiego na Trybunał Główny Wielkiego Księstwa Litewskiego w 1759 roku. Poseł wiłkomirski na sejm 1761 roku. Poseł województwa wileńskiego na sejm konwokacyjny 1764 roku.  W 1764 był elektorem Stanisława Augusta Poniatowskiego z powiatu wiłkomierskiego. Poseł na Sejm Rozbiorowy (1773–1775) z powiatu wiłkomierskiego.
Kawaler Orderu Świętego Stanisława w 1777 roku.
Z żoną Katarzyną Todwenówną, miał syna Józefa.